# 1978
1978 (MCMLXXVIII) byl rok, který dle gregoriánského kalendáře započal nedělí.

## Události
Automatický abecedně řazený seznam viz Kategorie:Události roku 1978

### Česko
- 2. března – Ze sovětského kosmodromu v Bajkonuru (dnešní Kazachstán) byla vypuštěna raketa Sojuz 28 s posádkou tvořenou sovětským kosmonautem Alexejem Gubarevem a prvním československým kosmonautem – Vladimírem Remkem. Součástí vědeckého programu letu byl výzkum růstu řas ve stavu beztíže. 3. března se raketa spojila s orbitální stanicí Sojuz 6 obsazenou kosmonauty Jurijem Romaněnkem a Georgijem Grečkem. Kosmonauti Sojuzu 28 strávili na orbitální stanici celkem 7 dní, 10. března se Remek a Gubarev vrátili zpět na Zemi, přistáli asi 300 km západně od dnešní Astany. Vladimír Remek se tak jako občan Československa stal zástupcem třetího státu ve vesmíru – po kosmonautech Sovětského Svazu a USA.
- 26. března – Ve svatovítské katedrále v Praze byla vykonána intronizace kardinála Františka Tomáška do funkce pražského arcibiskupa.
- 24. dubna – Aktivisté Charty 77 Václav Havel, Jiří Dienstbier, Petr Uhl a další založili v Praze Výbor na obranu nespravedlivě stíhaných (VONS). Sdružení si kladlo za cíl monitorovat případy nespravedlivě stíhaných československých politických vězňů a informovat o jejich situaci zahraniční sdělovací prostředky, zejm. rozhlasové stanice Svobodná Evropa a Hlas Ameriky.
- 10. května – Pod pohrůžkou odpálení výbušniny na palubě letadla Iljušin II-18 na pravidelné lince Praha – Brno donutili únosci Josef Katrinčák a Radomír Šebesta posádku změnit kurz směrem do NSR a cca po 90 minutách letu přistát na letišti ve Frankfurtu nad Mohanem. Únosci se poté vzdali německé policii. V Německu byli oba pachatelé odsouzeni k odnětí svobody na 3 roky, německá strana je odmítla vydat do ČSSR. Krajský soud v Plzni je v nepřítomnosti roku 1983 odsoudil k podstatně vyšším trestům – 9 až 12 let. Souzena byla i Katrinčákova manželka, která na palubě letadla seděla také i s jejich dvěma dětmi. Radomír Šebesta dostal v roce 2004 od prezidenta Klause milost.
- 23. května – Bratranci Milan, Robert a Václav Barešovi ozbrojení ukradenými kulovnicemi přepadli v prostoru přehrady Jesenice na Chebsku autobus se studenty třetího ročníku říčanského gymnázia, kteří byli na školním výletě do NDR. Pod pohrůžkou zastřelení přinutili řidiče autobusu, aby změnil směr jízdy na hranice s NSR. Prostřednictvím studentů, které si vzali jako rukojmí, se v Chebu snažili vyjednat průjezd hraničním přechodem do NSR na Pomezí. Vzhledem k faktu, že odpovědné orgány neměly v úmyslu nechat únosce projít hranicí, začali pachatelé střílet z kulovnic do stropu autobusu, přičemž došlo nešťastnou náhodou ke zranění jedné ze studentek, kterou poté propustili. Před hraničním přechodem v Pomezí nad Ohří se po dalších jednáních a výhrůžkách mezi Barešovými a Pohraniční stráží podařilo domluvit propuštění všech 39 rukojmích a volný průjezd autobusu i s řidičem do NSR. Orgány Pohraniční stráže však své sliby nemyslely vážně – autobus zastavily hřeby na silnici a obrněné vozidlo, které mu byl postaveno do cesty. Při následovné prudké přestřelce mezi vojáky Pohraniční stráže a únosci byl smrtelně zraněn Milan Bareš a řidič autobusu Jan Novák. Zbývající únosci – Robert a Václav Barešovi byli vážně zraněni. 7. září 1978 byli Krajským soudem v Plzni odsouzeni k výjimečným trestům – Václav Bareš k odnětí svobody na 25 let a Robert Bareš k trestu smrti. V roce 1992 byl rozsudek soudu pozměněn, Václavu Barešovi byl trest zkrácen na 11,5 roku a byl propuštěn z vězení. Soudní proces však nebyl dosud uzavřen z důvodu nejasných okolností smrti řidiče Jana Nováka. Souzen byl i tehdejší velitel pohraniční stráže František Šádek, který se zásahu přímo účastnil, a dal pokyn k zadržení únosců všemi prostředky.[1]
- 30. května – Na návštěvu ČSSR přiletěla do Prahy sovětská stranická a vládní delegace, vedená generálním tajemníkem ÚV KSSS Leonidem Iljičem Brežněvem. Po projednání vzájemných vztahů Československa a Sovětského svazu a některých mezinárodně politických otázek převzal Brežněv z rukou Gustáva Husáka Řád Klementa Gottwalda a podepsal prohlášení o dalším rozvoji přátelství a spolupráce. Sovětská delegace setrvala v ČSSR do 2. června.
- 12. června – Fotbalisté Zbrojovky Brno se po výhře v Trnavě stávají poprvé v historii mistry ČSSR. Následně na poslední zápas sezony proti Dukle přišlo Za Lužánky více než 40 000 diváků.
- 20. června – Na čtyřdenní oficiální návštěvu přiletěl do Prahy generální tajemník Všeobecného lidového kongresu Libyjské arabské lidové socialistické džamáhirije Muammar Kaddáfí. Ve společném komuniké byly konstatovány přátelské vztahy mezi oběma zeměmi, odhodlání nadále rozvíjet vzájemnou spolupráci a shoda v různých mezinárodně politických otázkách – zejm. ohledně podpory Palestinců v Izraeli.[2]
- 21. června – Byl schválen zákon o opatřeních ve školství, který zaváděl povinnou desetiletou školní docházku v rámci 8 ročníků základní školy a minimálně 2 ročníků školy střední.
- 26. června – U příležitosti 600. výročí úmrtí českého krále a římského císaře Karla IV. byla na Pražském hradě otevřena výstava Doba Karla IV. v dějinách národů Československa. Po dlouhé době byly veřejnosti vystaveny české korunovační klenoty i další památky české státnosti.
- 12. července – Olomouc dosáhla počtu 100 000 obyvatel a stala se tak 7. velkoměstem Československa.[3]
- 12. srpna – V Praze byl uveden do provozu první úsek druhé trasy metra – A ze stanice Leninova v Dejvicích (dnes Dejvická) do stanice Náměstí Míru na Vinohradech o délce 4,7 km. Na úseku se nachází 7 stanic. Na rozdíl od prvního úseku trasy C byla trasa A stavěna odlišným způsobem – je podstatně hlouběji založena a byla vybudována převážně za pomoci razicích štítů. Při výstavbě trasy pod územím Starého Města bylo učiněno mnoho archeologických objevů. Zahájení provozu se zúčastnili nejvyšší představitelé ČSSR, přítomni byli také zástupci Sovětského svazu, protože i tento úsek byl budován jako stavba československo-sovětské spolupráce.
- 24. srpna – Ondřej Stavinoha a František Polák vyhodili do povětří sochu Klementa Gottwalda na náměstí VŘSR v Příbrami.
- 5. listopadu – Československá televize odvysílala první díl seriálu Nemocnice na kraji města, který podle scénáře Jaroslava Dietla natočil režisér Jaroslav Dudek. Původně třináctidílný seriál z prostředí ortopedického oddělení okresní nemocnice si získal popularitu nejen v Československu, ale také v německy mluvících zemích, a tak byla na žádost německých diváků v roce 1981 dotočena ještě druhá série o sedmi dílech. V hlavních rolích se představili Ladislav Chudík, Ladislav Frej, Josef Abrhám, Miloš Kopecký, Eliška Balzerová, Jana Štěpánková a další.
- 20. listopadu – Po třech letech od poslední obdobné havárie došlo opět k výbuchu v brněnské teplárně. Tentokrát explodoval plyn – pracovníci teplárny spustili přívod plynu do právě opravovaného kotle v době, kdy v něm ještě pracovali dělníci. Zahynuli 4 lidé.[4]
- 4.–5. prosince – Na zasedání ÚV KSČ bylo kritizováno zvyšování zadluženosti ČSSR u vyspělých kapitalistických zemí. Poukazováno bylo také na špatnou situaci v palivo-energetické základně (jež se plně projevila počátkem roku 1979) a na obtíže a špatné výsledky v zemědělství, kde stále doznívaly důsledky neúrody z roku 1976.
- 13. prosince – Provoz zahájil poslední – čtvrtý blok tepelné elektrárny ve Chvaleticích na Pardubicku zásobované severočeským hnědým uhlím prostřednictvím labské vodní cesty. Dominantou elektrárny je nejvyšší komín v republice vysoký 305 m.

### Svět

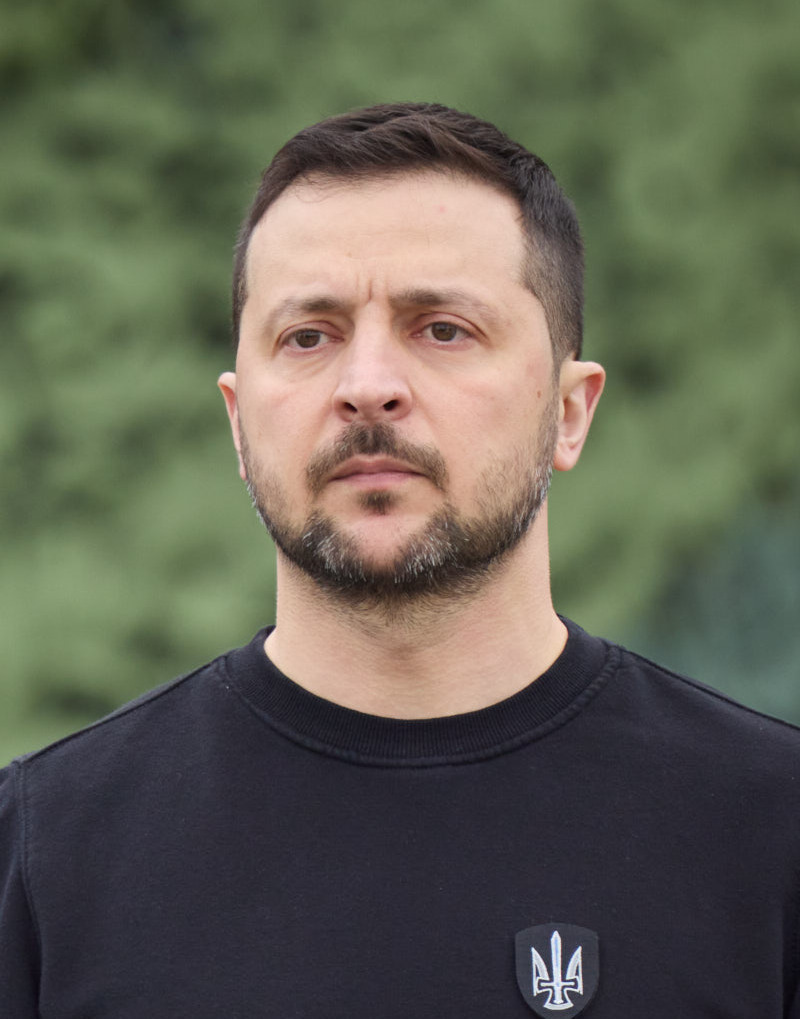
Volodymyr Zelenskyj (* 25. ledna)

- 17. dubna – v důsledku akce SZO byly celosvětově vymýceny pravé neštovice. Ali Maow Maalin, kuchař nemocnice v somálském městě Merca, je posledním známým případem této nemoci na světě.
- 27. dubna – Saurová revoluce, komunistický převrat v Afghánistánu, při němž byl zabit dosavadní diktátor Muhammad Dáúd Chán.
- 8. května – Reinhold Messner a Peter Habeler jako první lidé zdolali vrchol nejvyšší hory světa bez použití umělého kyslíku.
- 7. července – Šalomounovy ostrovy získaly nezávislost.
- 24. července – v oblasti Laetoli v Tanzanii byly objeveny stopy dvounohých hominidů, nejstarší přímý doklad lidské bipedie
- 25. července – V Oldhamu se narodila Louise Brownová, první dítě na světě, které se narodilo díky metodě asistované reprodukce.
- 26. srpna – v pořadí 263. papežem se stal Jan Pavel I.
- 11. září – V izolaci v Catherine-de-Barnes Isolation Hospital zemřela medicínská fotografka Janet Parker, poslední známá oběť pravých neštovic.
- 16. září – Zemětřesení v Íránu v Tabbasu o síle 7,9 stupňů Richterovy stupnice si vyžádalo 25 000 obětí.
- 17. září – V Camp David v Marylandu byla podepsána série mírových smluv mezi Izraelem a Egyptem, které vedly bezprostředně k egyptsko-izraelské mírové smlouvě.
- 1. října – Tuvalu získalo nezávislost.
- 16. října – v pořadí 264. papežem se stal polský krakovský arcibiskup Karol Józef Wojtyła. Zvolil si jméno Jan Pavel II.
- 30. října – V Košicích u amfiteátru na okraji sídliště Terasa došlo v 6:55 k nehodě tramvaje na lince č. 6 jedoucí od železniční stanice po třídě Slovenského národního povstání. V prudkém klesání od nemocnice ke křižovatce u amfiteátru nabrala plně obsazená tramvaj značnou rychlost, která se řidičce zcela vymkla z kontroly. Při vjezdu do prudké pravotočivé zatáčky tramvajová souprava v rychlosti 86 km/hod. vykolejila. Přední vůz se převrátil na levý bok a smýkal se po vozovce až k okrasným stromům na okraji chodníku. Zadní vůz zůstal ležet na pravém boku. V důsledku nehody zahynulo 9 lidí včetně řidičky tramvajové soupravy. Přímým účastníkem tragédie byl i slovenský operní pěvec Štefan Margita, který seděl v zadním voze soupravy. V průběhu následného vyšetřování bylo konstatováno, že minimálně 3 ze 4 brzd předního vozu fungovaly dobře, a při jejich správném použití by mohla řidička havárii zabránit. Vzhledem k úmrtí řidičky však bylo trestní stíhání zastaveno.[5]
- 3. listopadu – Dominika získala nezávislost
- Vietnam vstoupil do RVHP

## Vědy a umění
- 2.–10. března – Vladimír Remek byl členem posádky kosmické lodi Sojuz 28
- 20. května – Pioneer-Venus 1 – sonda Venuše
- 22. června – byl objeven měsíc Pluta Charon
- 8. srpna – Pioneer-Venus 2 – sonda Venuše
- 12. srpna – ISEE-3/ICE – průlet kolem komety Giacobini-Zinner a Halleyovy komety – první průlet kolem komety
- 9. září – Veněra 11 – družice a přistání na Venuši
- 14. září – Veněra 12 – družice a přistání na Venuši
- 24. října – sovětskou nosnou raketou byla vypuštěna družice Magion 1, prvním československé umělé kosmické těleso
- 5. listopadu – Česká televize odvysílala první díl nového českého TV seriálu Nemocnice na kraji města Jaroslava Dietla.
- 8. listopadu – Premiéra hry Toma Stopparda Noc a den (Night & Day) v Londýně
- založena folková skupina Nezmaři
- UNESCO vyhlásilo Galapágy světovým přírodním dědictvím lidstva

## Nobelova cena
- Nobelova cena za fyziku – Pjotr Leonidovič Kapica, Arno Allan Penzias, Robert Woodrow Wilson
- Nobelova cena za chemii – Peter D. Mitchell
- Nobelova cena za fyziologii a lékařství – Werner Arber, Daniel Nathans, Hamilton O. Smith
- Nobelova cena za literaturu – Isaac Bashevis Singer
- Nobelova cena za mír – Anvar as-Sádát, Menachem Begin
- Nobelova pamětní cena za ekonomii – Herbert A. Simon

## Narození

### Česko

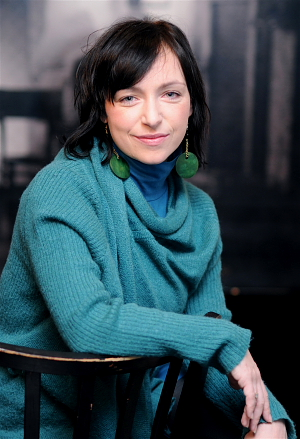
Tatiana Vilhelmová (* 13. července)

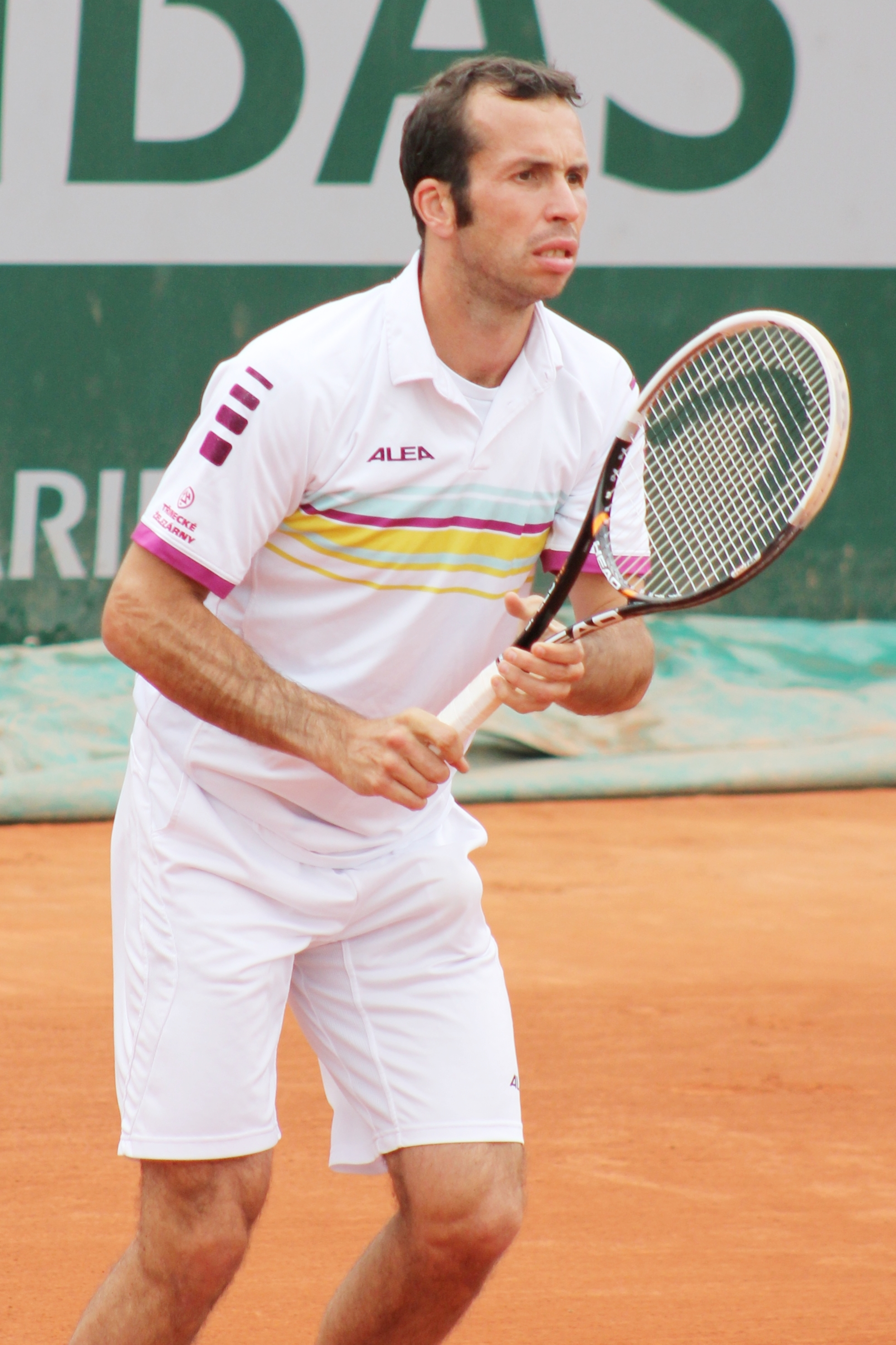
Radek Štěpánek (* 27. listopadu)

- 01. února – Jaromír Nosek, herec
- 14. února – Jan Tománek, režisér a spisovatel
- 20. února – Stanislav Balík, politik, politolog a historik
- 02. března – Tomáš Kaberle, lední hokejista
- 18. března – Jan Bulis, lední hokejista
- 23. března – Jitka Čvančarová, herečka, zpěvačka, modelka a moderátorka
- 24. března – Tomáš Ujfaluši, fotbalista a olympionik
- 31. března – Martin Hofmann, herec
- 15.dubna – Markéta Plánková, herečka
- 16. dubna – Lucie Borhyová, moderátorka
- 27. dubna – Jakub Janda, skokan na lyžích
- 08. května – Sandra Kleinová, tenistka
- 07. června – Jitka Ježková, herečka
- 18. června – Jan Hejda, lední hokejista
- 30. června – Tomáš Hrubý, basketbalista
- 13. července – Tatiana Vilhelmová, herečka
- 25. července – Martin Kafka, ragbista
- 12. srpna – Ivana Vaňková, divadelní herečka
- 14. srpna – Jaroslav Němec, umělec
- 23. srpen – Johana Gazdíková, divadelní herečka
- 28. srpna – Jan Krajhanzl, český environmentální psycholog
- 03. září – Michal Rozsíval, lední hokejista
- 10. září – Lenka Baarová, sólová flétnistka
- 12. září – Tomáš Došek, fotbalista
- 15. září – Jan Hájek, herec
- 04. listopadu
  - Romana Dubnova, atletka, výškařka
  - Jan Hamáček, politik
- 10. listopadu – Karel Večeřa, fotbalista
- 19. listopadu – Věra Cechlová-Pospíšilová, atletka, diskařka
- 27. listopadu – Radek Štěpánek, tenista
- 28. listopadu – Radka Coufalová, divadelní herečka
- 23. prosince
  - Beata Hlavenková – jazzová pianistka a skladatelka
  - Aleš Kotalík, lední hokejista
- 29. prosince – Petr Čadek, profesionální tanečník

### Svět

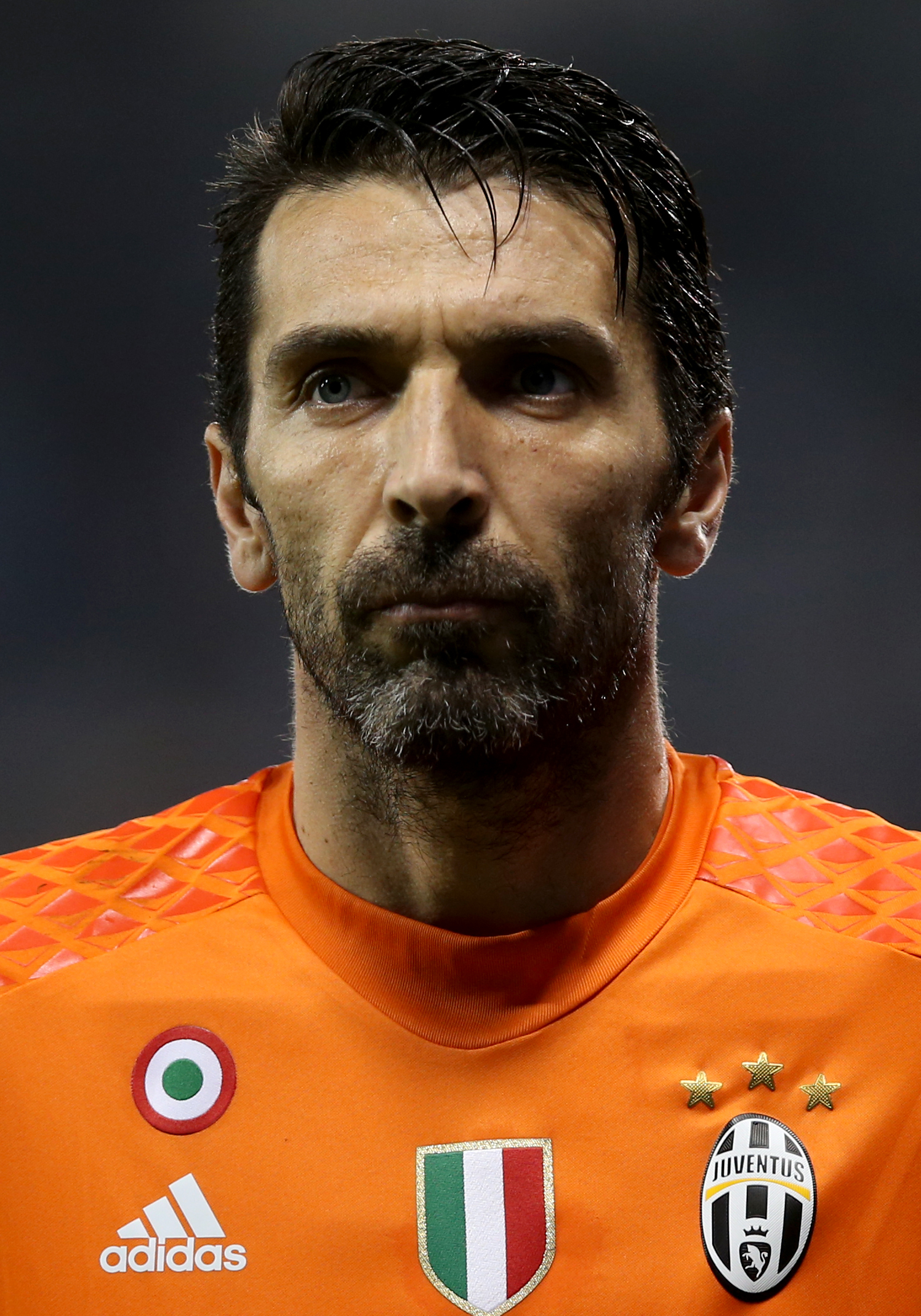
Gianluigi Buffon (* 28. ledna)

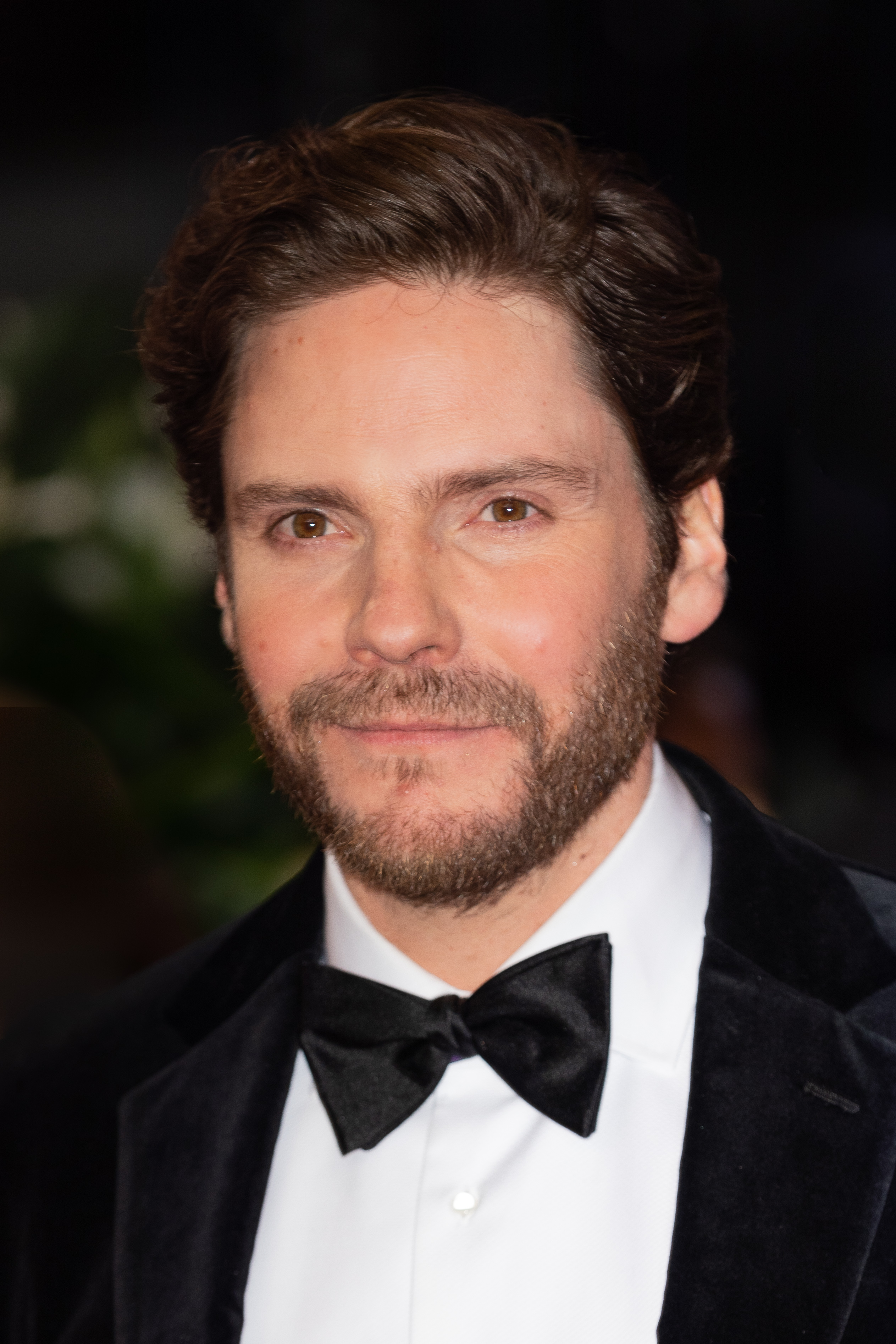
Daniel Brühl (* 16. června)

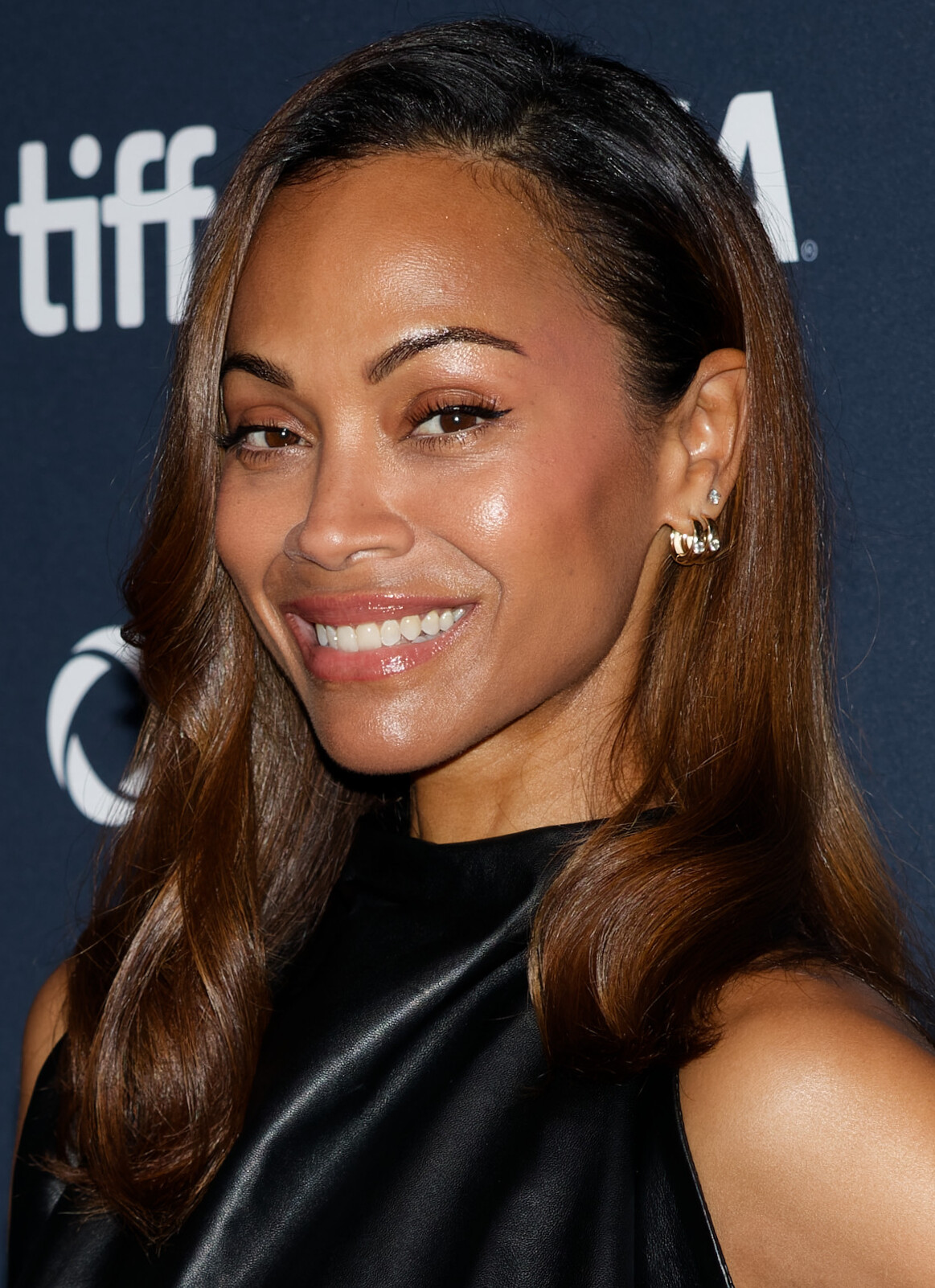
Zoe Saldaña (* 19. června)

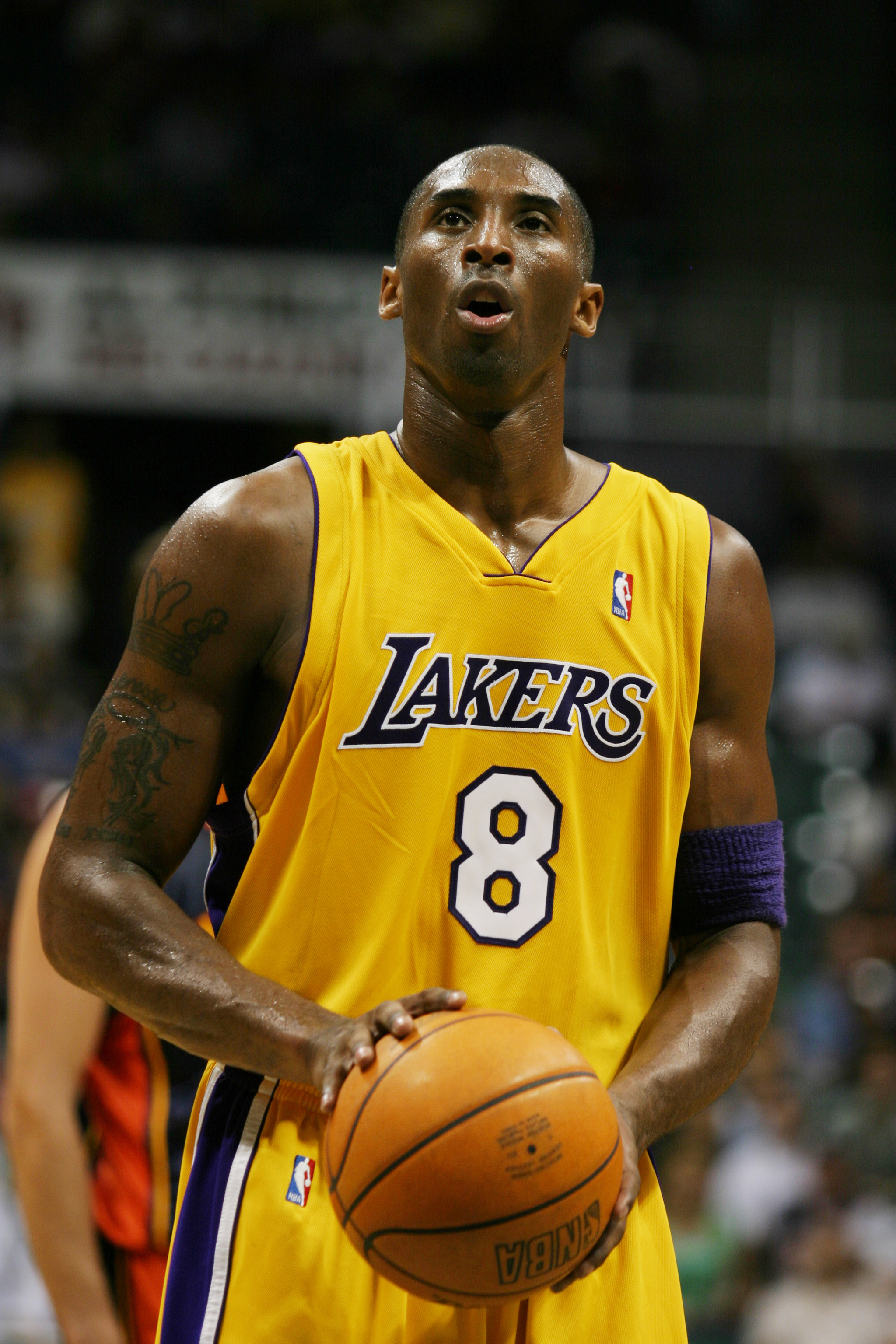
Kobe Bryant (* 23. srpna)

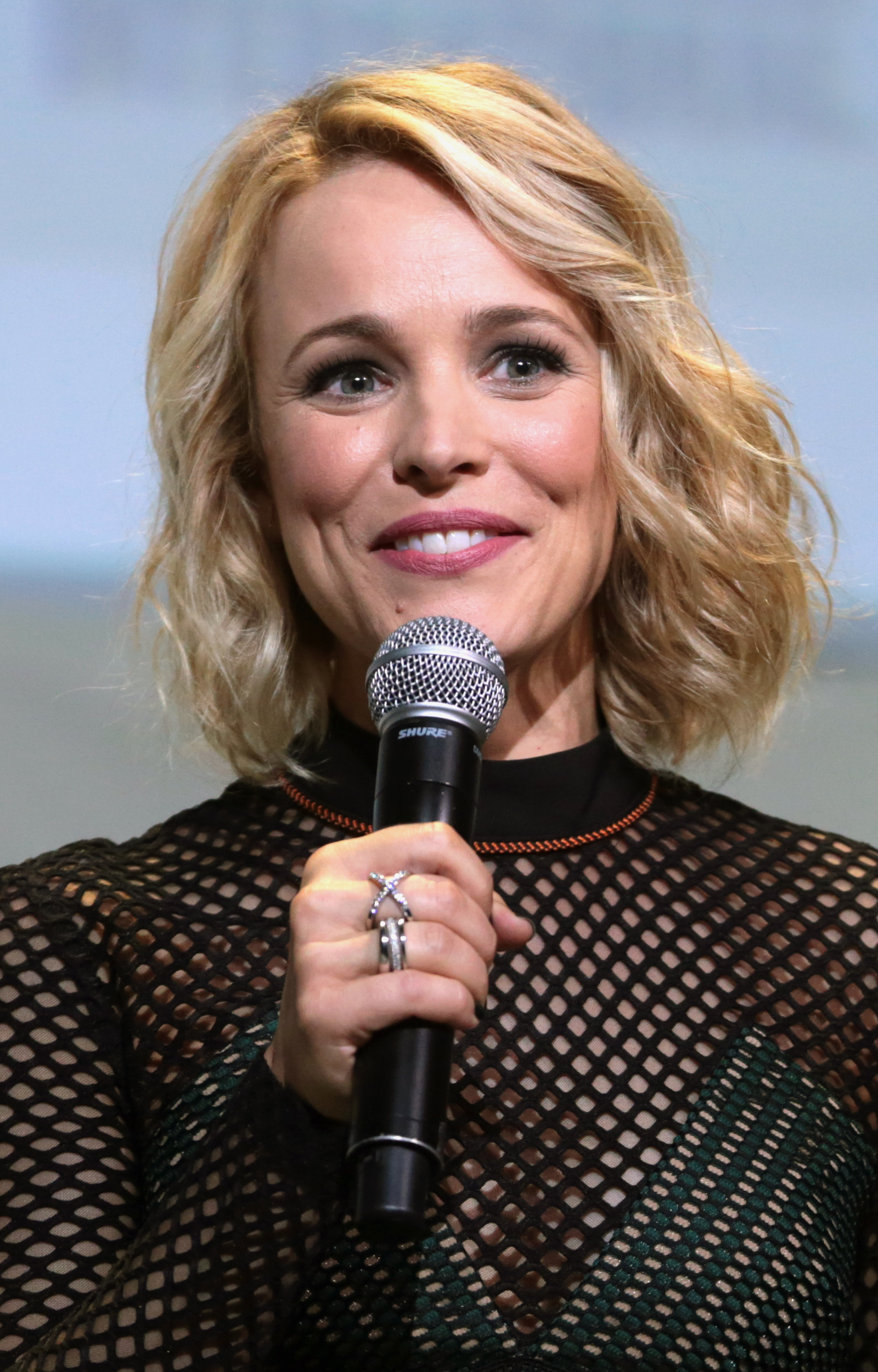
Rachel McAdamsová (* 17. listopadu)

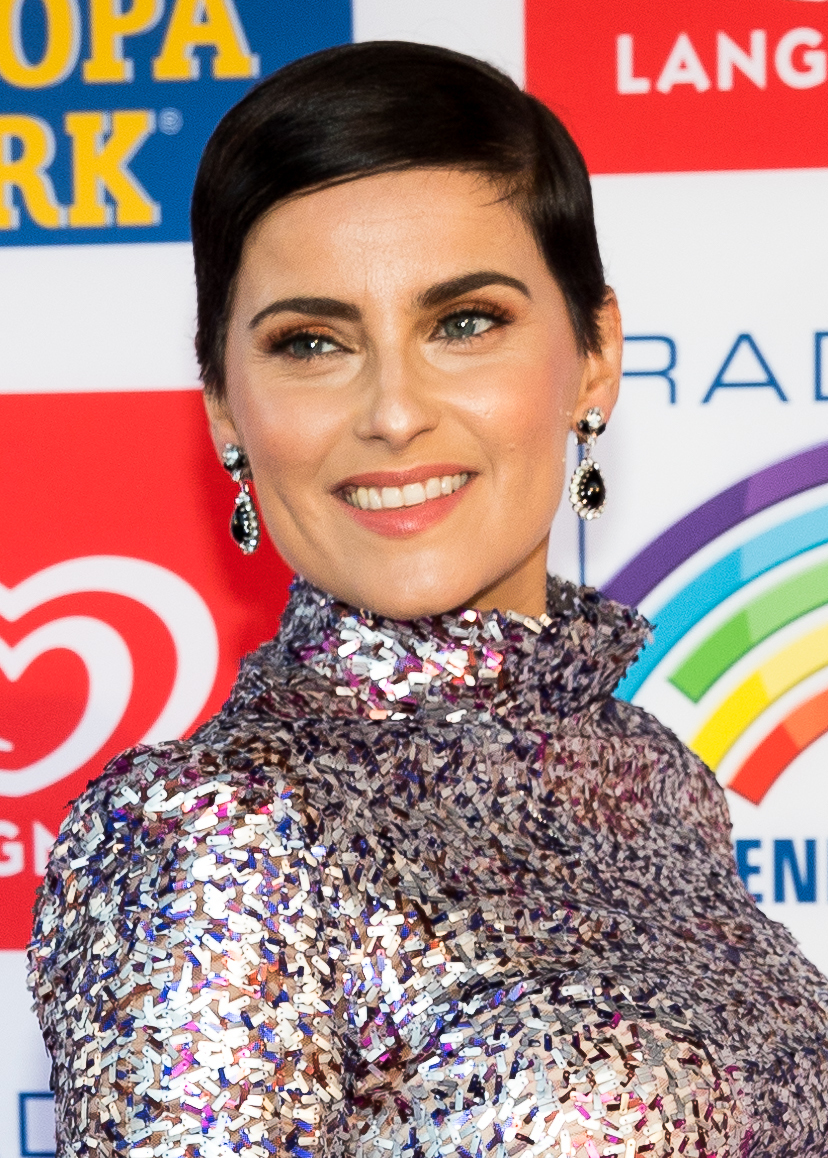
Nelly Furtado (* 2. prosince)

- 01. ledna – Yohann Diniz, francouzský atlet, chodec
- 04. ledna – Karine Rubyová, francouzská snowboardistka († 29. května 2009)
- 05. ledna – Franck Montagny, francouzský automobilový závodník
- 09. ledna – AJ McLean, americký zpěvák, tanečník a model, člen skupiny Backstreet Boys
- 11. ledna – Emile Heskey, anglický fotbalista
- 14. ledna – Shawn Crawford, americký atlet, sprinter
- 15. ledna – Franco Pellizotti, italský silniční cyklista
- 20. ledna
  - Andrej Dějev, ruský sportovní šermíř
  - Omar Sy, francouzský herec
- 22. ledna
  - Joseph Calleja, maltský operní pěvec, tenorista
  - Robert Esche, americký hokejový brankář
- 25. ledna
  - Volodymyr Zelenskyj, prezident Ukrajiny
  - Charlene Wittstock, kněžna monacká
- 28. ledna
  - Gianluigi Buffon, italský fotbalový brankář
  - Jamie Carragher, anglický fotbalista
  - Sheamus, irský profesionální wrestler
- 05. února – Samuel Sánchez, španělský silniční cyklista
- 06. února – Olena Zelenská, ukrajinská první dáma
- 07. února
  - Daniel Van Buyten, belgický fotbalista
  - Ashton Kutcher, americký herec
- 10. února – Don Omar, portorický zpěvák a rapper
- 16. února – Tia Hellebautová, belgická atletka, výškařka a vícebojařka
- 20. února – Julia Jentsch, německá herečka
- 01. března – Jensen Ackles, americký herec
- 11. března – Didier Drogba, fotbalista Pobřeží slonoviny
- 14. března – Pieter van den Hoogenband, nizozemský plavec
- 15. března – Luis Fonsi, portorický zpěvák, skladatel a herec
- 03. dubna
  - Matthew Goode, anglický herec
  - Tommy Haas, německý tenista
- 15. dubna – Luis Fonsi, portorický zpěvák a hudební skladatel
- 19. dubna – James Franco, americký herec
- 21. dubna – Jukka Nevalainen, finský bubeník, člen skupiny Nightwish
- 26. dubna – Stana Katic, kanadská herečka
- 06. května – Tony Estanguet, francouzský vodní slalomář, kanoista
- 11. května – Laetitia Casta, francouzská herečka a modelka
- 18. května – Ricardo Carvalho, portugalský fotbalista
- 22. května – Ginnifer Goodwin, americká herečka
- 29. května – Sébastien Grosjean, francouzský tenista a trenér
- 01. června
  - Antonietta Di Martinová, italská výškařka
  - Kees Lensing, namibijský ragbista
- 06. června – Judith Barsi, americká herečka († 25. července 1988)
- 09. června
  - Miroslav Klose, německý fotbalista
  - Dmitrij Byčkov, ruský sportovní horolezec
  - Matthew Bellamy, zpěvák britské skupiny Muse
- 16. června – Daniel Brühl, španělsko-německý herec
- 19. června – Zoe Saldaña, americká herečka
- 20. června – Frank Lampard, anglický fotbalista a trenér
- 21. června – Frederik Ehmke, německý bubeník
- 22. června – Dan Wheldon, anglický automobilový závodník († 16. října 2011)
- 29. června – Nicole Scherzingerová, americká zpěvačka, tanečnice, frontmanka skupiny Pussycat Dolls
- 02. července – Jüri Ratas, estonský politik
- 07. července – Giancarlo Erra, italský zpěvák a kytarista
- 12. července
  - Topher Grace, americký herec
  - Michelle Rodriguezová, americká herečka
- 20. července – Pavel Dacjuk, ruský lední hokejista
- 21. července – Josh Hartnett, americký herec
- 29. července – Markus Hoppe, německý sportovní lezec
- 05. srpna – Hannah Ertelová, německá judistka
- 21. srpna – Jesús España, španělský atlet, běžec
- 22. srpna – James Corden, anglický herec, komik a moderátor
- 23. srpna – Kobe Bryant, americký basketbalista († 26. ledna 2020)
- 04. září – Wes Bentley, americký herec
- 06. září
  - Homare Sawaová, japonská fotbalistka
  - Jamie Cudmore, kanadský ragbista
- 14. září – Ron DeSantis, americký politik
- 21. září – Doug Howlett, novozélandský ragbista
- 02. října – Sławomir Szmal, polský házenkář
- 03. října – Shannyn Sossamon, americká herečka
- 14. října
  - Paul Hunter, anglický profesionální hráč snookeru († 9. října 2006)
  - Usher, americký zpěvák, skladatel a tanečník
- 18. října – Mike Tindall, anglický ragbista
- 01. listopadu – Selma Ergeç, turecko-německá herečka a modelka
- 11. listopadu – Erik Edman, švédský fotbalista
- 15. listopadu – Jozef Karika, slovenský spisovatel a publicista
- 16. listopadu – Santiago Peña, prezident Paraguaye
- 17. listopadu
  - Tom Ellis, britský herec
  - Rachel McAdamsová, kanadská herečka
- 02. prosince – Nelly Furtado, kanadská zpěvačka
- 05. prosince – Olli Jokinen, finský lední hokejista
- 08. prosince – Ian Somerhalder, americký herec a producent
- 14. prosince – Patty Schnyderová, švýcarská tenistka
- 25. prosince – Jeremy Strong, americký herec
- 27. prosince – Katrin Sedlmayer, německá sportovní lezkyně
- 28. prosince – John Legend, americký zpěvák a textař

## Úmrtí

### Česko

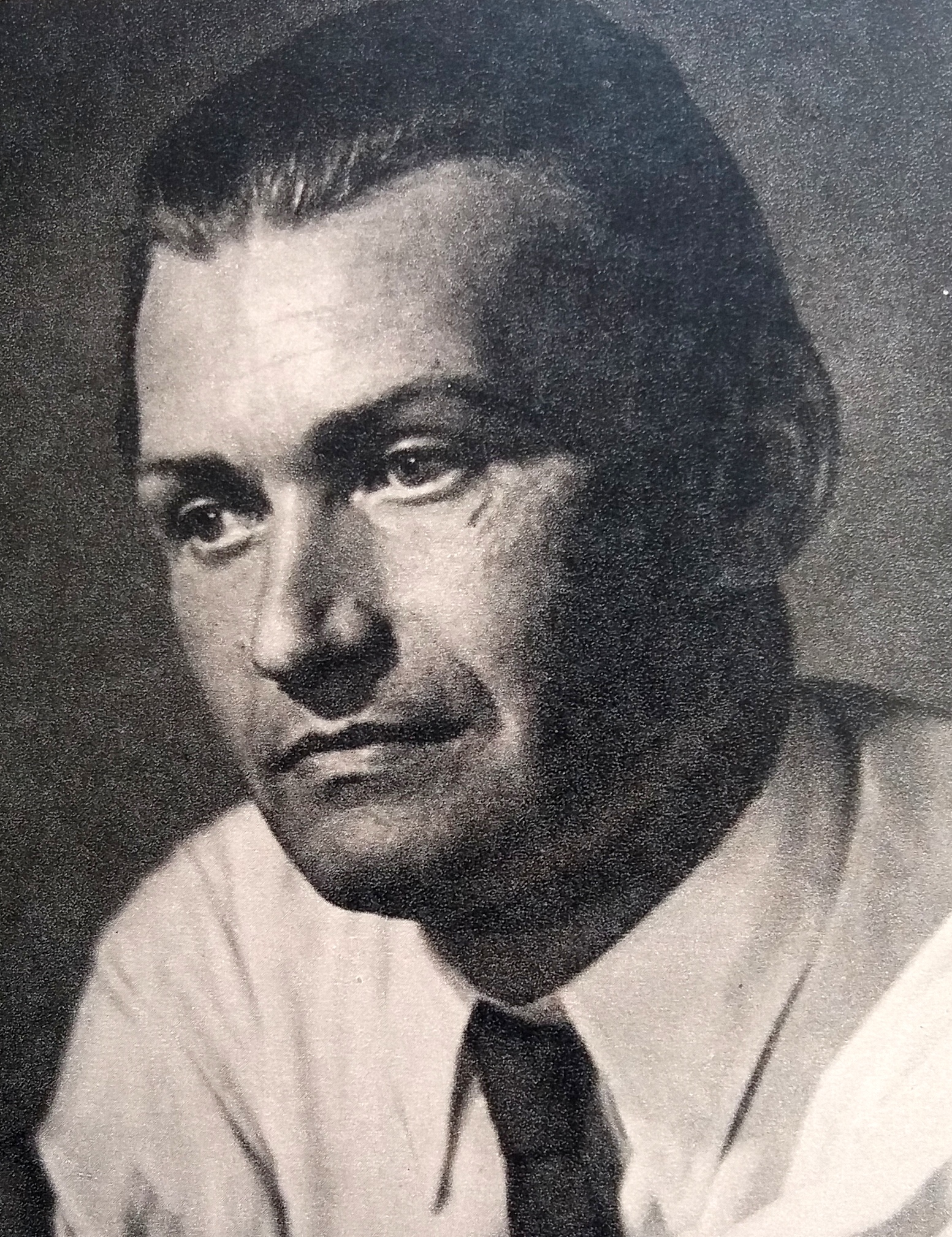
Ladislav Boháč († 4. července)

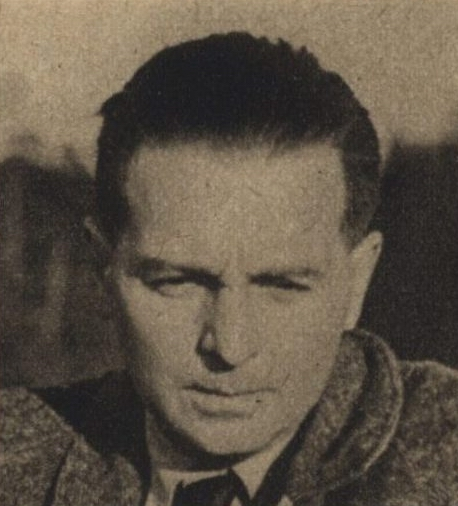
Edvard Valenta († 21. srpna)

- 11. ledna – Antonín Wagner, sochař, architekt a restaurátor (* 5. prosince 1904)
- 19. ledna – Bohuslav Brouk, psychoanalytik, filosof, spisovatel, básník a publicista (* 19. listopadu 1912)
- 03. února – Zuzana Ondrouchová, herečka (* 20. března 1950)
- 02. března – Bohuslav Havránek, filolog (* 30. ledna 1893)
- 03. března – Vlastimil Hajšman, československý hokejový reprezentant (* 26. února 1928)
- 07. března – Vítězslav Gardavský, spisovatel (* 24. října 1923)
- 16. března – Pravdomil Svoboda, botanik a dendrolog (* 1. dubna 1908)
- 21. března – Jaroslav Hájíček, voják, zpravodajský důstojník a odbojář (* 25. srpna 1899)
- 31. března
  - Vladimír Henzl, spisovatel, překladatel, publicista a diplomat (* 2. září 1910)
  - Karel Hájek, novinářský fotograf (* 22. ledna 1900)
- 01. dubna – Bohumír Kozák, architekt (* 4. prosince 1885)
- 14. dubna – Karel Stránský, právník a sokolský funkcionář (* 5. října 1898)
- 24. dubna – Gill Sedláčková, spisovatelka, filmařka a herečka (* 24. března 1908)
- 28. dubna – Oldřich Svačina, ministr průmyslu České socialistické republiky (* 1. srpna 1921)
- 09. května – Jan Slavík, historik a archivář (* 25. března 1885)
- 10. května – Vladimír Vondráček, psychiatr (* 23. února 1895)
- 13. května – Jan Heřmánek, československý boxer, stříbrná medaile OH 1928 (* 28. května 1907)
- 22. května – Václav Dobiáš, hudební skladatel a politik (* 22. září 1909)
- 29. května – Karel Lenhart, sochař a restaurátor (* 21. ledna 1904)
- 02. června – Josef Kuchynka, učitel, psycholog a spisovatel (* 25. srpna 1906)
- 17. června – Zdenek Seydl, malíř (* 29. dubna 1916)
- 04. července – Ladislav Boháč, herec a režisér (* 14. dubna 1907)
- 07. července – Boleslav Vomáčka, hudební kritik a skladatel (* 28. června 1887)
- 10. července – Josef Beyvl, herec (* 7. června 1906)
- 11. července – Ladislav Menzel, filosof (* 13. června 1929)
- 20. července – Marie Waltrová, herečka (* 2. dubna 1897)
- 26. července – František Vavřínek, stíhací pilot RAF (* 25. ledna 1914)
- 27. července – Václav Mencl, historik architektury (* 16. ledna 1905)
- 28. července – Ferdinand Hajný, československý fotbalový reprezentant (* 3. února 1899)
- 29. července – Miroslav Hák, fotograf (* 9. května 1911)
- 01. srpna – Vlasta Javořická, spisovatelka (* 25. března 1890)
- 10. srpna – Myrtil Frída, filmový archivář a historik (* 21. prosince 1919)
- 11. srpna – Rudolf Hurt, archivář a historik (* 26. listopadu 1902)
- 20. srpna – Ivan Jirko, hudební skladatel a kritik (* 7. října 1926)
- 21. srpna – Edvard Valenta, spisovatel, básník a publicista (* 22. ledna 1901)
- 9. září – František Maria Černý, funkcionalistický architekt (* 13. srpna 1903)
- 18. září – Bohuslav Taraba, skladatel, malíř, hudební spisovatel a vydavatel (* 22. listopadu 1894)
- 28. září – Lola Skrbková, herečka a režisérka (* 16. února 1902)
- 01. října – Vilém Balarin, malíř (* 11. března 1894)
- 26. října – Miloslav Bureš, trumpetista (* 20. října 1930)
- 31. října – František Šterc, československý fotbalový reprezentant (* 27. ledna 1912)
- 10. listopadu
  - Vladimír Balthasar, přírodovědec (* 21. června 1897)
  - Jan Šrámek, architekt (* 14. března 1924)
- 14. listopadu – Jiří Mrázek, geofyzik (* 17. dubna 1923)
- 18. listopadu
  - Jindřich Halabala, nábytkový designér (* 24. května 1903)
  - Jiří Skobla, československý sportovec, bronzová medaili ve vrhu koulí na OH 1956 (* 6. dubna 1930)
- 19. listopadu – Dobroslava Menclová, historička umění, architektka a archeoložka (* 2. ledna 1904)
- 20. listopadu – Jindřich Spáčil, spisovatel a amatérský archeolog (* 24. května 1899)
- 21. listopadu – Marie Kornelová, spisovatelka a překladatelka (* 15. února 1909)
- 06. prosince – Jarmila Kurandová, herečka (* 30. ledna 1890)
- 09. prosince – Bedřich Váška, violoncellista (* 5. března 1879)
- 15. prosince – Ctibor Blattný, botanik a fytopatolog (* 8. září 1897)
- 20. prosince – Alfons Jindra, skladatel, klarinetista, saxofonista a houslista (* 28. července 1908)
- 26. prosince – Ludvík Souček, spisovatel (* 17. května 1926)

### Svět

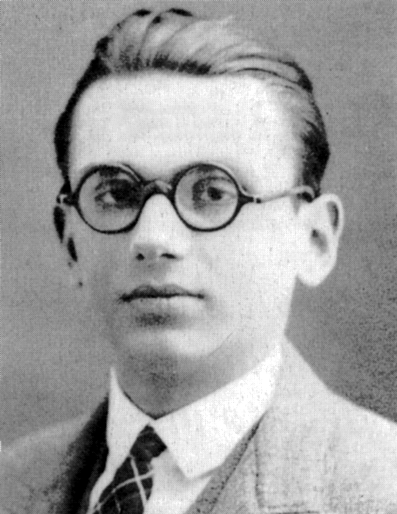
Kurt Gödel († 14. ledna)

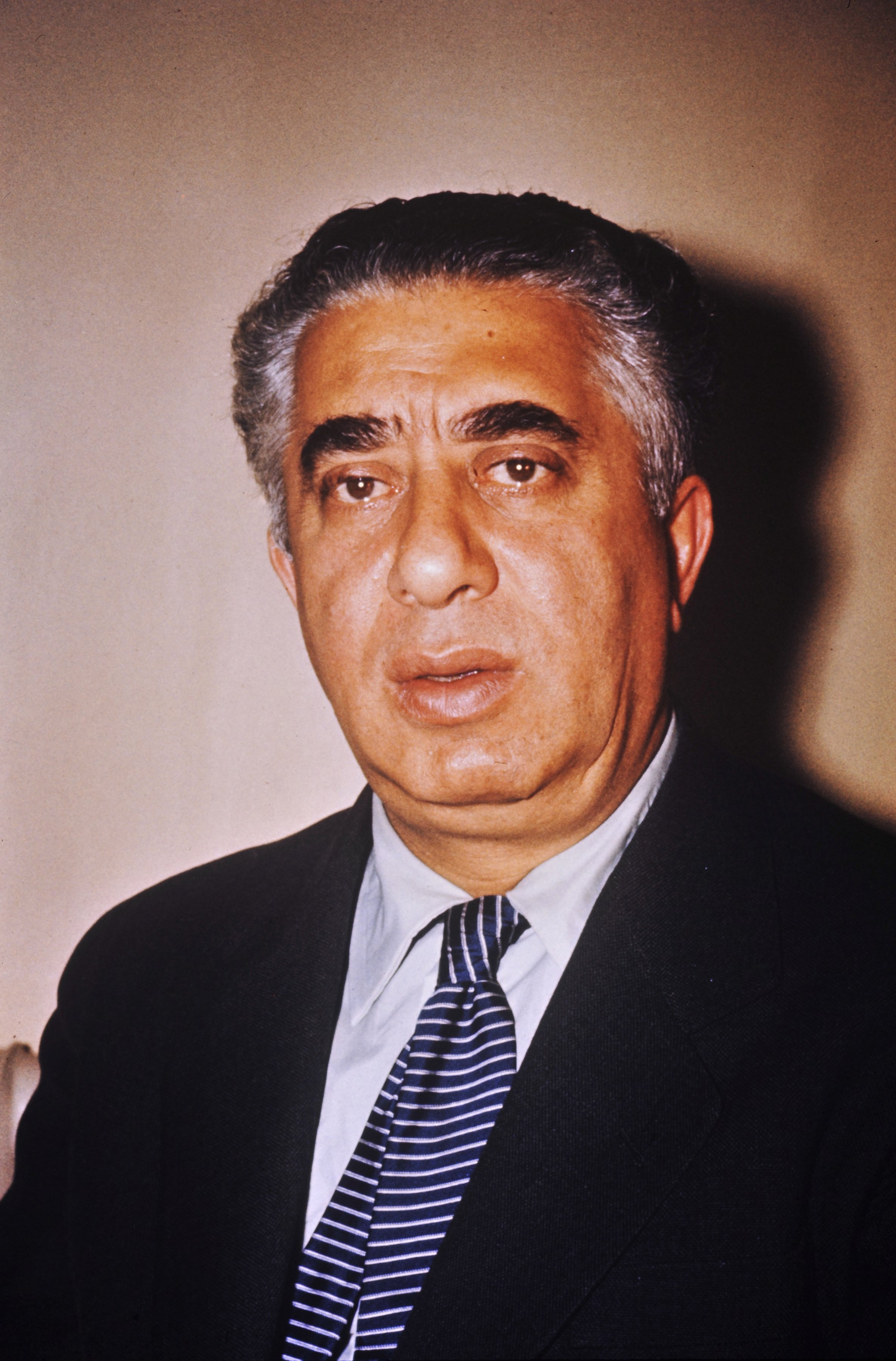
Aram Chačaturjan († 1. května)

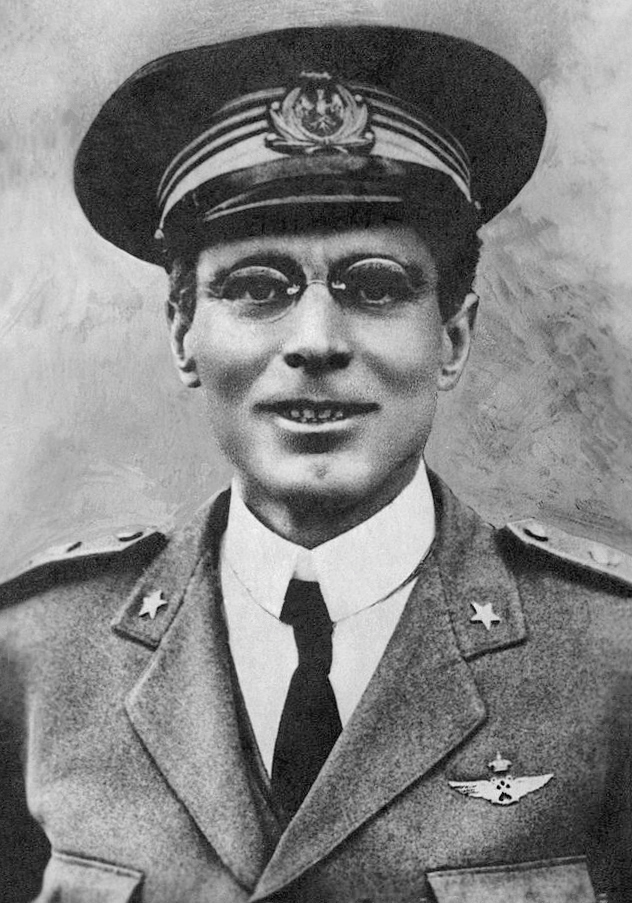
Umberto Nobile († 30. července)

Pavel VI. († 6. srpna)

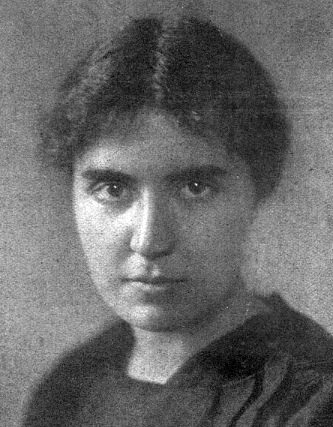
Olga Masaryková († 12. září)

Jan Pavel I. († 28. září)

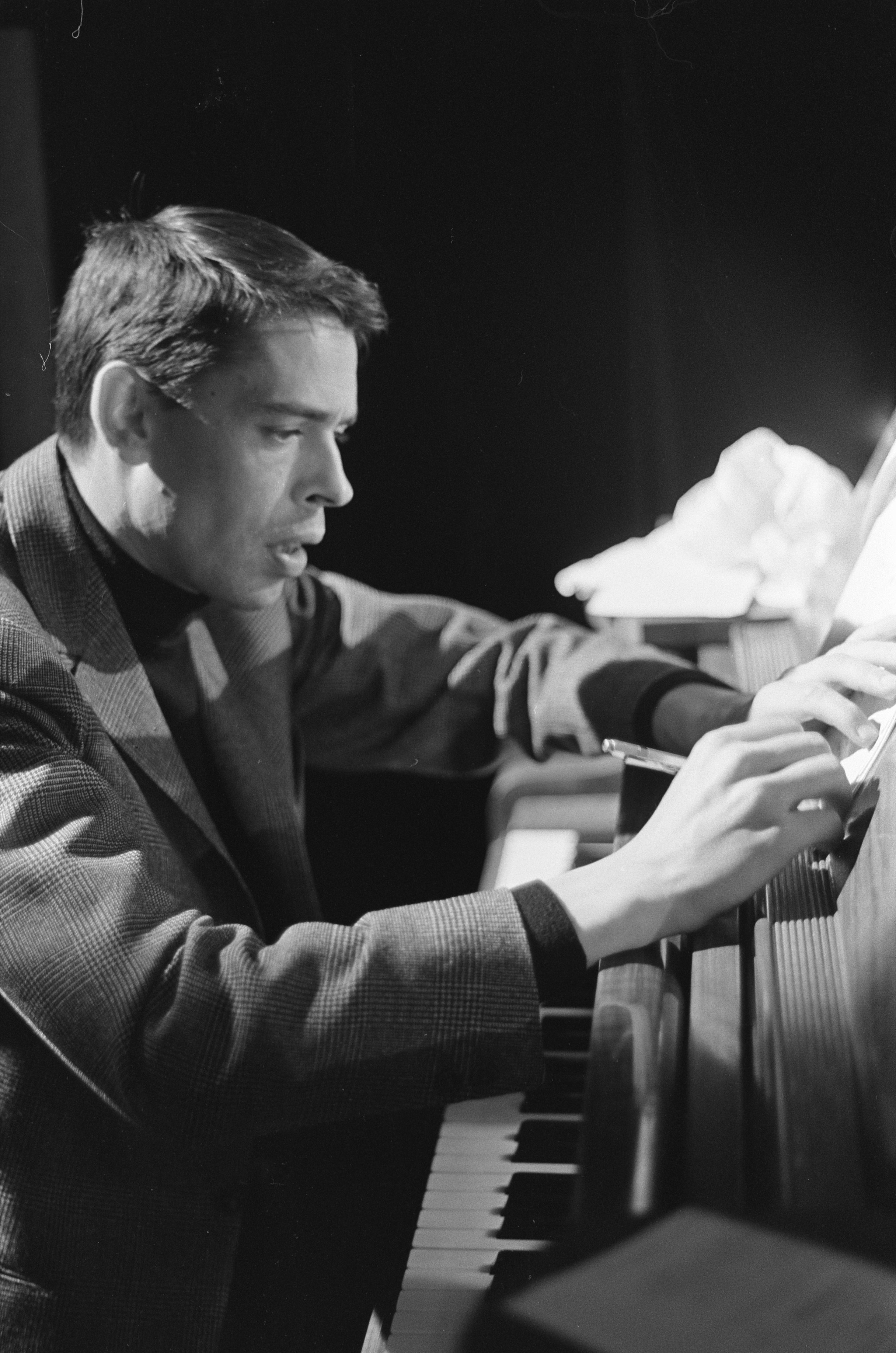
Jacques Brel († 9. října)

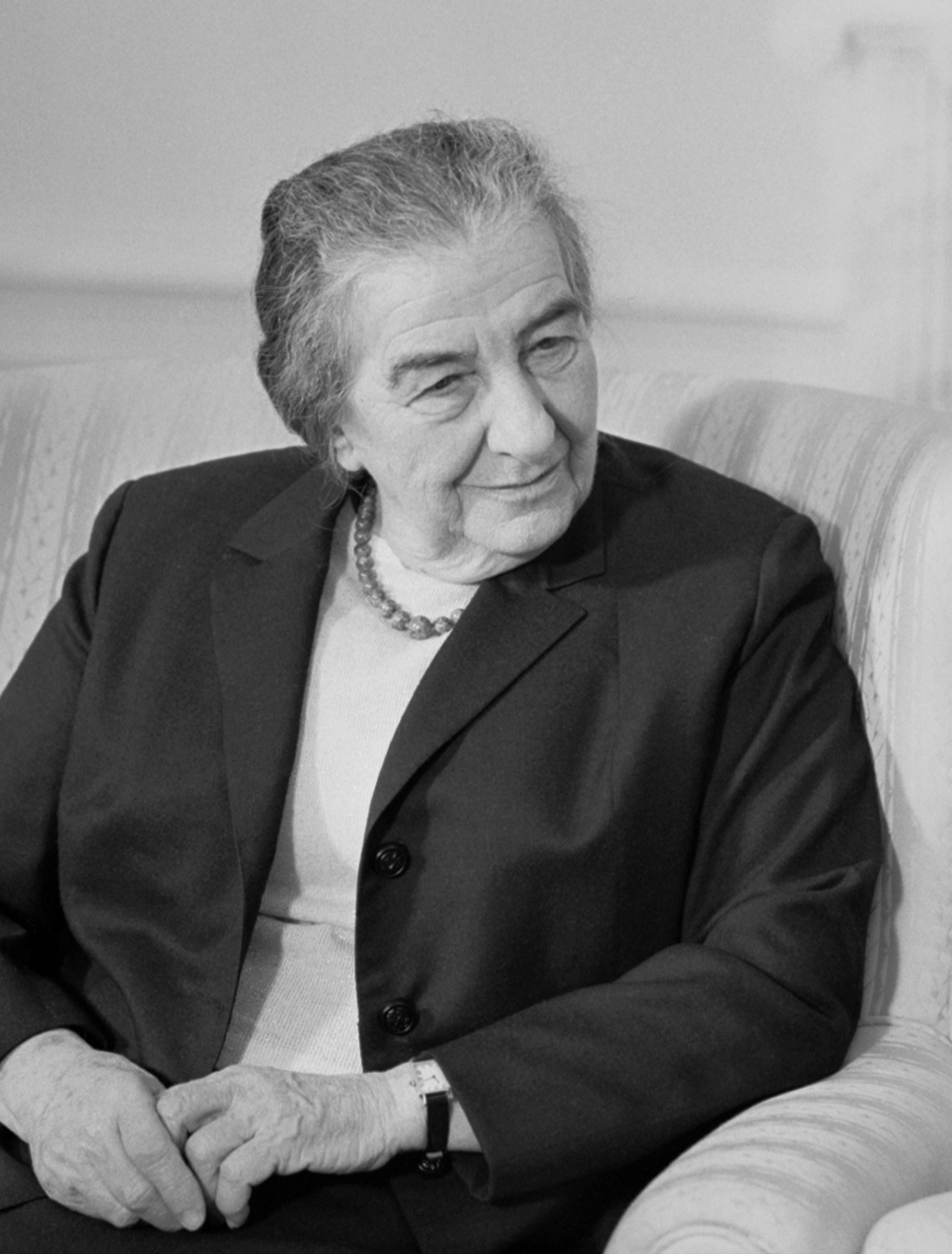
Golda Meirová († 8. prosince)

- 01. ledna – Hamdamšaltaneh Pahlaví, íránská princezna (* 22. února 1903)
- 03. ledna – Jaka Avšič, jugoslávský generál (* 24. dubna 1896)
- 07. ledna – Hana Meličková, slovenská herečka (* 27. ledna 1900)
- 10. ledna – Peter Zaťko, slovenský ministr (* 17. října 1903)
- 13. ledna
  - Hubert Humphrey, americký státník a politik (* 27. května 1911)
  - Maurice Carême, belgický spisovatel a básník (* 12. května 1899)
- 14. ledna
  - Kurt Gödel, rakouský matematik a filosof (* 28. dubna 1906)
  - Harold Abrahams, britský sprinter, olympijský vítěz v běhu na 100 metrů z roku 1924 (* 15. prosince 1899)
- 18. ledna – John Lyng, norský premiér (* 22. srpna 1905)
- 25. ledna – Skender Kulenović, bosenský spisovatel (* 2. září 1910)
- 28. ledna – Arnold Hauser, maďarský historik a sociolog umění (* 8. května 1892)
- 01. února – Arthur Siegel, americký fotograf (* 2. srpna 1913)
- 05. února – Gerhard Oestreich, německý historik (* 2. května 1910)
- 07. února – Keizó Komura, admirál japonského císařského námořnictva (* 20. července 1896)
- 09. února – Herbert Kappler, německý válečný zločinec (* 23. září 1907)
- 11. února – Harry Martinson, švédský spisovatel, Nobelova cena za literaturu (* 6. května 1904)
- 21. února – Jo'el Palgi, izraelský voják, diplomat a viceprezident letecké společnosti El Al (* 1. ledna 1918)
- 25. února – Ján Poničan, slovenský spisovatel (* 15. června 1902)
- 28. února – Janusz Meissner, pilot polského vojska, spisovatel (* 21. ledna 1901)
- 02. března
  - Ljubiša Jocić, srbský spisovatel (* 19. června 1910)
  - Barbora Zsigmondiová, slovenská fotografka (* 17. června 1908)
- 11. března – Claude François, francouzský zpěvák, hudební skladatel a tanečník (* 1. února 1939)
- 12. března – John Cazale, americký filmový a divadelní herec (* 12. srpna 1935)
- 19. března – Carlos Torre Repetto, mexický mezinárodní velmistr v šachu (* 23. listopadu 1904)
- 20. března
  - Robert Gilbert, německý hudební skladatel (* 29. září 1899)
  - Jacques Brugnon, francouzský tenista (* 11. května 1895)
- 21. března – Cearbhall Ó Dálaigh, prezident Irska (* 12. února 1911)
- 25. března – William Mulloy, americký antropolog (* 3. května 1917)
- 27. března – Sverre Farstad, norský rychlobruslař, olympijský vítěz (* 8. února 1920)
- 28. března – Wadía Haddád, velitel ozbrojeného křídla Lidové fronty pro osvobození Palestiny (* 1927)
- 30. března – Larry Young, americký jazzový varhaník (* 7. října 1940)
- 14. dubna – Frank Raymond Leavis, britský literární kritik (* 14. července 1895)
- 20. dubna – Ferdinand Peroutka, český spisovatel, dramatik a publicista (* 6. února 1895)
- 21. dubna
  - Sandy Denny, anglická zpěvačka a písničkářka (* 6. ledna 1947)
  - Angelo Maria Ripellino, italský slavista, básník a překladatel (* 4. prosince 1923)
- 28. dubna – Muhammad Dáúd Chán, první afghánský prezident (* 18. července 1909)
- 01. května – Aram Chačaturjan, rusko-arménský skladatel (* 6. června 1903)
- 03. května – Pinchas Rosen, izraelský ministr spravedlnosti (* 1. května 1887)
- 09. května
  - George Maciunas, litevský umělec (* 8. listopadu 1931)
  - Aldo Moro, premiér Itálie (* 23. září 1916)
- 10. května – Boris Chajkin, běloruský dirigent (* 26. října 1904)
- 15. května – Robert Menzies, premiér Austrálie (* 20. prosince 1894)
- 18. května – Selwyn Lloyd, britský konzervativní politik (* 28. července 1904)
- 26. května
  - Jan Schwarzenberg, rakouský diplomat (* 31. ledna 1903)
  - Tamara Platonovna Karsavinová, ruská baletka (* 9. března 1885)
- 30. května – Tecu Katajama, 3. premiér Japonska (* 28. července 1887)
- 31. května – József Bozsik, maďarský fotbalista (* 28. listopadu 1925)
- 07. června – Ronald George Wreyford Norrish, anglický chemik, Nobelova cena za chemii 1967 (* 9. listopadu 1897)
- 09. června – Lee McGiffinová, americká novinářka a spisovatelka (* 1. října 1908)
- 12. června – Kuo Mo-žo, čínský spisovatel, archeolog, komunistický politik (* 16. listopadu 1892)
- 22. června – Jens Otto Krag, premiér Dánska (* 15. září 1914)
- 24. června – Mstislav Keldyš, sovětský vědec, matematik, fyzik a pedagog (* 10. února 1911)
- 01. července – Kurt Student, generál německé Luftwaffe za druhé světové války (* 12. května 1890)
- 04. července – Carola Braunbocková, německá herečka (* 9. ledna 1924)
- 06. července – Antonio Abertondo, argentinský dálkový plavec (* 1. srpna 1918)
- 15. července – Lajos Tárkony, maďarský esperantista (* 1902)
- 22. července – André Chapelon, francouzský konstruktér parních lokomotiv (* 26. října 1892)
- 26. července – Mary Blairová, americká výtvarnice (* 21. října 1911)
- 29. července – Peter Meaden, první manažer skupiny The Who (* 11. listopadu 1941)
- 30. července – Umberto Nobile, italský generál, vzduchoplavec, konstruktér a objevitel (* 21. ledna 1885)
- 06. srpna – Pavel VI., 262 papež (* 26. září 1897)
- 08. srpna – Josef Hlinomaz, český herec (* 9. října 1914)
- 09. srpna – Lajos Keresztes, maďarský zápasník, zlato na LOH 1928 (* 28. dubna 1900)
- 21. srpna
  - Rhys Davies, velšský spisovatel (* 9. listopadu 1901)
  - Norbert Conrad Kaser, jihotyrolský rebelující spisovatel a básník (* 19. dubna 1947)
- 22. srpna – Jomo Kenyatta, první předseda vlády a první prezident Keni (* 1889)
- 24. srpna
  - Louis Prima, americký zpěvák, herec, písňový autor a trumpetista (* 7. prosince 1910)
  - Kathleen Kenyon, britská archeoložka (* 5. ledna 1906)
- 26. srpna – José Manuel Moreno, argentinský fotbalista (* 3. srpna 1916)
- 28. srpna – Robert Shaw, anglický herec, dramatik a scenárista (* 9. srpna 1927)
- 29. srpna – Ša'ul Avigur, první ředitel izraelské zpravodajské služby (* 22. října 1899)
- 30. srpna – Thomas Dolliver Church, americký zahradní architekt (* 27. dubna 1902)
- 02. září – Gerhard Wahrig, německý jazykovědec (* 10. května 1923)
- 06. září – Adolf Dassler, zakladatel společnosti Adidas (* 3. listopadu 1900)
- 07. září – Keith Moon, anglický bubeník skupiny The Who (* 23. srpna 1946)
- 08. září
  - Pančo Vladigerov, bulharský hudební skladatel a klavírista (* 13. března 1899)
  - Ricardo Zamora, španělský fotbalista (* 21. ledna 1901)
- 09. září
  - Jozef Lacko, slovenský architekt a pedagog (* 19. ledna 1917)
  - Jack Warner, americký filmový producent, spoluzakladatel Warner Brothers Pictures (* 2. srpna 1892)
- 11. září
  - Ronnie Peterson, švédský automobilový závodník (* 14. února 1944)
  - Georgi Markov, bulharský spisovatel zavražděný bulharskou tajnou službou (* 1. března 1929)
- 12. září – Olga Masaryková, nejmladší dcera T. G. Masaryka (* 25. května 1891)
- 15. září – Willy Messerschmitt, německý letecký konstruktér (* 26. června 1898)
- 19. září – Étienne Gilson, francouzský filozof (* 13. června 1884)
- 26. září – Manne Siegbahn, švédský fyzik, nositel Nobelovy ceny za fyziku (* 3. prosince 1886)
- 28. září – papež Jan Pavel I. (* 17. října 1912)
- 01. října – Charles Pacôme, francouzský zápasník, zlato na OH 1932 (* 5. listopadu 1902)
- 09. října – Jacques Brel, belgický šansoniér (* 8. dubna 1929)
- 10. října – Ralph Metcalfe, americký atlet, spriter a politik (* 29. května 1910)
- 12. října – Ivan Těrenťjevič Peresypkin, sovětský vojevůdce (* 18. června 1904)
- 14. října – Boleslaw Filipiak, polský kněz a kardinál (* 1. září 1901)
- 15. října – William Eugene Smith, americký novinářský fotograf (* 30. prosince 1918)
- 17. října
  - Giovanni Gronchi, 3. prezident Itálie (* 10. září 1887)
  - Jean Améry, filosof a spisovatel rakouského původu (* 31. října 1912)
- 18. října – Ramón Mercader, španělský komunista, vrah Trockého (* 7. února 1913)
- 20. října – Gunnar Nilsson, švédský pilot F1 (* 20. listopadu 1948)
- 21. října – Anastáz Ivanovič Mikojan, sovětský státník arménského původu (* 25. listopadu 1895)
- 23. října
  - Jacques Bergier, francouzský chemik a spisovatel (* 8. srpna 1912)
  - Roman Petrovič Romanov, člen ruské carské rodiny (* 17. října 1896)
- 02. listopadu – Giuseppe Berto, italský spisovatel (* 27. prosince 1914)
- 08. listopadu – Norman Rockwell, americký ilustrátor (* 3. února 1894)
- 09. listopadu – Florence Marlyová, česká herečka (* 2. června 1919)
- 12. listopadu – Chálid Šiháb, premiér Libanonu (* 1886)
- 15. listopadu – Margaret Meadová, americká antropoložka (* 16. prosince 1901)
- 18. listopadu
  - Jim Jones, zakladatel sekty Chrám lidu (* 13. května 1931)
  - Lennie Tristano, americký jazzový pianista a skladatel (* 19. března 1919)
- 20. listopadu – Giorgio de Chirico, řecko-italský malíř a sochař (* 10. července 1888)
- 27. listopadu – Harvey Milk, americký politik (* 22. května 1930)
- 04. prosince
  - Rudolf Svensson, švédský zápasník, zlato na OH 1924, 1928 a 1932 (* 27. března 1899)
  - Tancred Ibsen, norský důstojník, pilot, filmový režisér a scenárista (* 11. července 1893)
  - Tadeusz Kasprzycki, polský generál (* 16. ledna 1891)
- 05. prosince – Pavol Čády, slovenský skladatel a textař (* 9. srpna 1911)
- 08. prosince
  - Golda Meirová, ministerská předsedkyně Izraele (* 3. května 1898)
  - Edith Jacobsonová, německo-americká psychoanalytička (* 10. září 1897)
- 10. prosince – Ed Wood, tvůrce nejhorších filmů všech dob (* 10. října 1924)
- 11. prosince – Vincent du Vigneaud, americký biochemik, Nobelova cena za chemii 1955 (* 18. května 1901)
- 17. prosince
  - Don Ellis, americký jazzový trumpetista, bubeník a skladatel (* 25. července 1934)
  - Joseph Frings, kolínský arcibiskup a kardinál (* 6. února 1887)
- 18. prosince – Harold Lasswell, americký politolog a teoretik komunikace (* 13. února 1902)
- 20. prosince – Robin Reed, americký zápasník, zlato na OH 1924 (* 20. října 1899)
- 21. prosince – Roger Caillois, francouzský spisovatel a sociolog (* 3. března 1913)
- 27. listopadu – Harvey Milk, americký první otevřeně homosexuální politik (* 22. května 1930)
- 27. prosince – Houari Boumédiène, druhý prezident nezávislého Alžírska (* 23. srpna 1932)

## Hlavy států
Evropa:
- Československo – prezident Gustáv Husák (1975–1989)
- Německo – spolkový prezident Walter Scheel (1974–1979)
- Rakousko – spolkový prezident Rudolf Kirchschläger (1974–1986)
- Maďarsko – prezidiální rada Pál Losonczi resp. Losonczi Pál (1967–1987)
- Spojené království – královna Alžběta II. (od 1952)
- Vatikán
  - papež Pavel VI. (1963–1978)
  - Jan Pavel I. (1978)
  - Jan Pavel II. (1978–2005)
- Sovětský svaz
  - předseda prezidia Nejvyššího sovětu a generální tajemník KSSS Leonid Iljič Brežněv
- Francie – prezident Valéry Giscard d'Estaing
- Dánsko – královna Markéta II.
- Španělsko – král Juan Carlos I.
- Švédsko – Král Karel XVI. Gustav (od 1973)
- Nizozemsko – Královna Juliána Nizozemská (1948–1980)
- Belgie – Král Baudouin I. Belgický (1951–1993)
- Lucembursko – Velkovévoda Jan Lucemburský (1964–2000)

Ostatní:
- Čína – předseda stálého výboru Všečínského shromáždění lidových zástupců Jie Ťin-jing
- USA – prezident Jimmy Carter
- Írán – šáh Muhammad Rezá Pahlaví (1941–1979)
- Japonsko – císař Hirohito (1926–1989)

### Digitální archivy k roku 1978
- Dokumentární cyklus České televize Retro – rok 1978
- Pořad stanice Český rozhlas 6 Rok po roce – rok 1978
- Rudé právo v archivu Ústavu pro českou literaturu – ročník 58 rok 1978